# Fotocatálise
Fotocatálise refere-se ao aumento da velocidade de uma fotoreação pela ação de um catalisador.
Essa reação química é causada pela absorção de fótons de luz ultravioleta, visível ou infravermelho por compostos (catalisadores) que possuam a capacidade de produzir radicais livres como o radical hidroxila (HO•) no método denominado processo oxidativo avançado (POA), ou pela absorção de radiação por um semicondutor formando par elétron (e-)/ buraco (h+) em sua estrutura eletrônica. As espécies fotogeradas fomentam reações de oxiredução.
Os radicais e os portadores de carga (e-/h+) formados são produtos altamente reativos, pouco seletivos, com elevada capacidade de decomposição de compostos quimicamente estáveis. Em vista disso, essa tecnologia tem sido aplicada remediação de sistemas aquáticos e atmosféricos, como, por exemplo, no tratamento efluentes industriais e domésticos, descontaminação de ambientes hospitalares, esterilização de superfícies entre outras aplicações. Assim, o desenvolvimento dessa tecnologia poderá trazer grandes contribuições nas questões relacionadas ao meio ambiente e à saúde.

## Tipos de fotocatálise

### Fotocatálise homogênea
Na fotocatálise homogênea o catalisador encontra-se dissolvido na solução formando uma única fase. Ozônio, óxido de metal de transição e sistemas foto-Fenton (Fe+ 2 e Fe / H2O2) são exemplos de catalisadores utilizados nesses procedimentos.  Os catalisadores  reagem formando o radical OH •, espécie com elevado potencial de oxidação (E= 2,8 ev) e a que participa da reação de decomposição de compostos orgânicos, num processo caracterizado como fotocatálise homogênea indireta.
Como exemplo abaixo esta representado o mecanismo de formação radical hidroxila pelo ozônio.
O3 + hν → O2 + O(1D)
O(1D) + H2O → •OH + •OH
O(1D) + H2O → H2O2
H2O2 + hν → •OH + •OH
Similarmente, o sistema foto-Fenton produz radicais hidroxilo pelo seguinte mecanismo
Fe2+ + H2O2→ HO• + Fe3+ + OH−
Fe3+ + H2O2→ Fe2+ + HO•2 + H+
Fe2+ + HO• → Fe3+ + OH−
Já as reações envolvidas na formação do radical hidroxila no sistema foto-Fenton estão descritas nas reações abaixo:
H2O2 + hν → HO• + HO•
Fe3+ + H2O + hν → Fe2+ + HO• + H+

### Fotocatálise heterogênea
Na fotocatálise heterogênea o catalisador encontra-se no estado sólido.  Geralmente semicondutores inorgânicos são utilizados nessas reações devido a características da estrutura eletrônica como a energia do gap. Além disso,  esses compostos possuem elevada  estabilidade físico-química, são mais resistentes ao envenenamento e podem ser utilizados imobilizados em substratos ou dispersos na solução facilitando, desta maneira, o processo de separação do catalisador da solução fotocatalíticos.
O princípio de ativação do catalisador consiste na irradiação do semicondutor com energia igual ou superior ao valor da sua energia de gap. A energia é absorvida pelo semicondutor e excita os elétrons da banda de valência (BV) para a banda de condução (BC). Essa transição eletrônica gera o par elétron (e-) / buraco (h+), formando sítios oxidantes e redutores na superfície do material. A figura 1 representa esquematicamente o processo descrito acima.

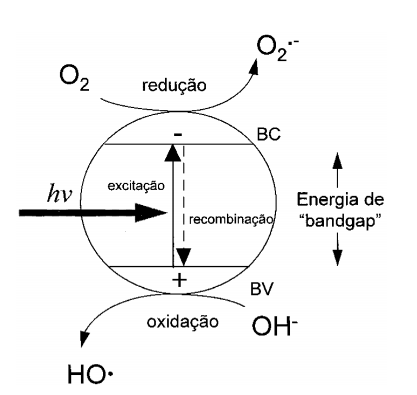
Figura1: Mecanismo de fotoexcitação eletrônica na estrutura do semicondutor.

.
Os mecanismos envolvidos nas reações de fotocatálise heterogênea ainda não foram completamente elucidados. Serpone e Emeline
apresentam alguns dos possíveis mecanismos , dentre eles, o processo de Eley-Rideal como representado nas equações são abaixo.

Cat + hν  → e- + h+ [1]
S + h+  →     S+ [2]
S+ + e- →      S                             [3]
(S+ →   S + h+ )                             [3-a]
(S+ + hv →   S + h+)                        [3-b]
S+ + M →   (M-S)+ [4]
(M-S)+  → S + produtos                                  [5]

A equação [1] representa a fotoativação do catalisador formando o par buraco(h+)/ elétron(e-). A equação [2] representa o movimento do buraco (h+) para a superfície formando um sítio oxidante. Este sítio pode se recombinar com o elétron [3], sofrer o processo de desativação térmica [3-a], sofrer o processo de fotoionização [3-b] ou, poderá atrair a molécula do contaminante (quimiossorção) formando espécies intermediárias [4]. Após a quimiossorção ocorrem as reações secundárias formando os produtos e regenerando a superfície[5]. Esse é um exemplo de fotocatálise heterogênea direta.
Já a via de reação fotocatalítica indireta é iniciada pela fotogeração do par e-/h+ em que, os elétrons fotogerados localizados na superfície do material podem reduzir moléculas aceptoras e, a lacuna, poderá migrar até a superfície do semicondutor e receber elétrons de compostos doadores adsorvidos na superfície do catalisador. Podendo formar como produtos radicais extremamente reativos, como no caso da formação dos radicais hidroxilas (HO•). Na fotocatálise indireta, esses radicais são os responsáveis pela oxidação de moléculas orgânicas.

H2O + h+  →  HO• + H+ [6]
R-H + HO• → R• + H2O                                  [7]
R• + h+  →	R• +  →  Degradação dos poluentes   [8]

A equação   [6]   mostra a formação de radicais a partir da água adsorvida na superfície. Esses radicais formados reagem com moléculas orgânicas (R-H) formando água e um radical da molécula orgânica   [7]  . Este radical reage com o buraco formando novos produtos   [8].
A eficiência do catalisador depende, dentre outros fatores, da competição entre os diferentes caminhos das cargas fotogeradas e o processo de recombinação. Como mostra a figura 2.

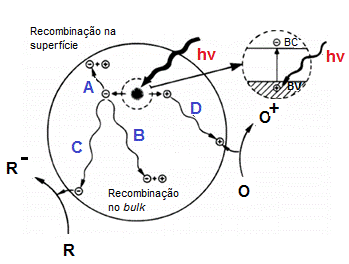
Figura 2: Movimento das cargas fotogeradas na estrutura do semicondutor.

O elétron fotogerado pode se recombinar com o buraco tanto na superfície (A) como no bulk (B), liberando a energia absorvida em forma de calor6. Esse processo inibe as possíveis reações químicas que possam ocorrer na solução, pois invalida os sítios oxidantes e redutores. Podem reduzir compostos aceptores da solução (C) e os buracos podem oxidar compostos alvos presentes no meio reacional(D).
Desta forma, uma estratégia para aumentar a eficiência das reações de decomposição de compostos orgânicos é inserir compostos aceptores de elétrons no meio reacional para impedir a recombinação elétron buraco e aumentar o rendimento das reações de oxidação.
Os processos discutidos acima são fenômenos que ocorrem na superfície do material, por isso, os mecanismos e a eficiência das reações dependem da estrutura morfológica e eletrônica do catalisador, do potencial de redução e polaridade dos adsorbatos, e o equilíbrio químico entre eles (catalisador-adsorbato).  Condições adequadas favorecem a difusão e adsorção das espécies sobre a superfície, seguida de reação da fase adsorvida e dessorção dos produtos formados.

## Semicondutores utilizados em fotocatálise
TiO2, CdS, ZnO, WO3, ZnS são alguns semicondutores fotossensíveis.O dióxido de titânio (TiO2) é um dos mais utilizados devido a abundância do titânio, baixo custo, facilidade de processamento e apresenta excelentes atividades catalíticas.
Há relação direta entre as propriedades catalíticas desses materiais com a morfologia, a fase cristalina, área superficial, tamanho de partícula e a estrutura eletrônica (energia de gap e o espectro de absorção). Por isso atualmente existe grande interesse de pesquisadores em estudar diferentes  tipos de processamento a fim de otimizar as propriedades requeridas.
Dentre as propriedades que mais tem chamado atenção são estudos relacionados ao aumento do espectro de absorção dos catalisadores.
Grande parte dos semicondutores absorvem fótons na região do ultravioleta o que torna os processos fotocatalíticos serem de alto custo. Uma das alternativas é a dopagem do material com ametais como o Nitrogênio para aumentar o espectro de absorção até a região do visível. Isso possibilita as reações de fotocatálise heterogênea serem ativadas por radiação solar e assim, reduzir os custos do processo.